# Плотина на реке Ольховке

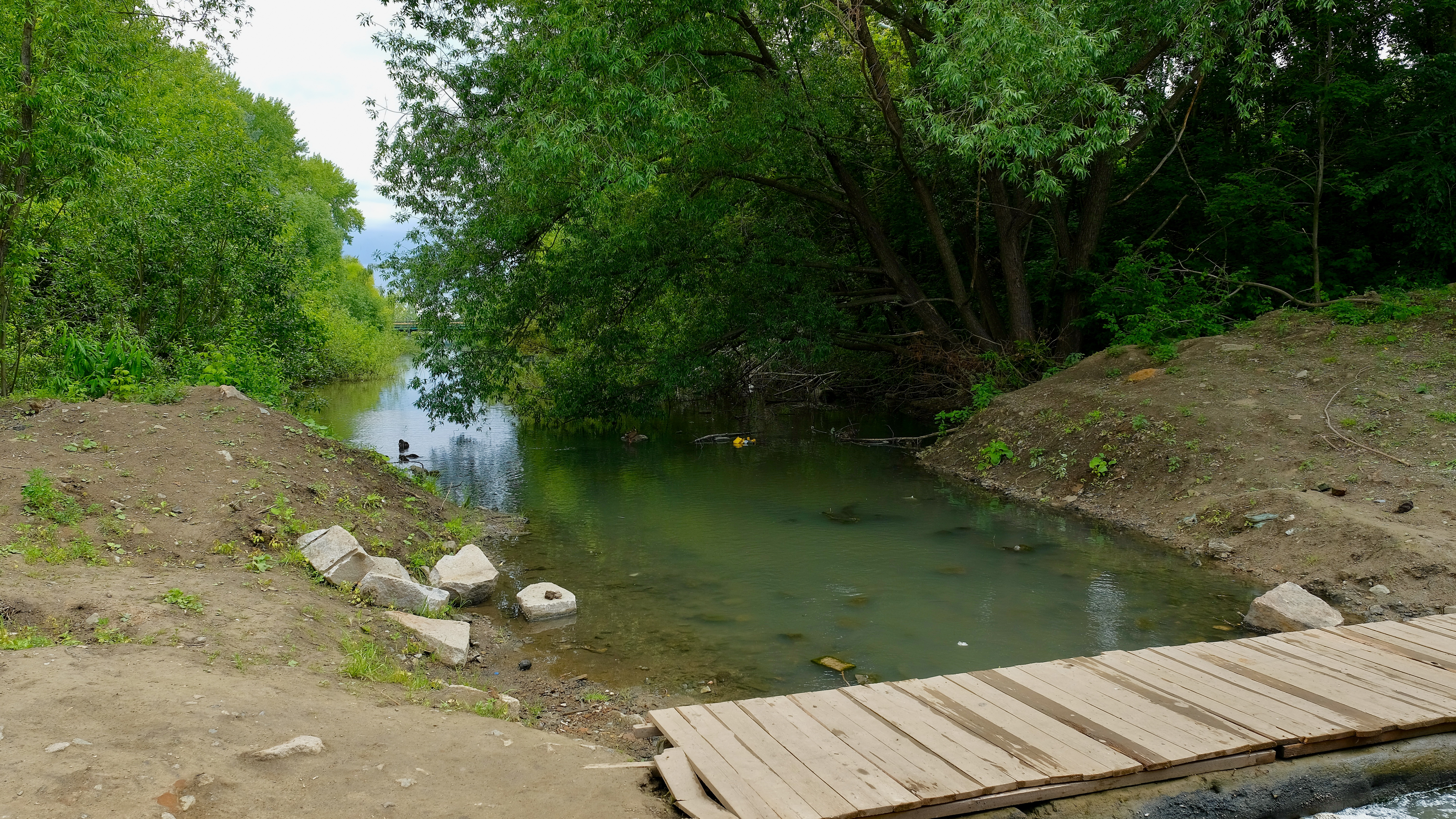
Вид на Ольховку ниже плотины

Плоти́на на реке́ Ольхо́вке — плотина, расположенная на реке Ольховке, притоке реки Исети, в Екатеринбурге. Построена предположительно в 1824—1826 годах. Подпорная стенка плотины на Ольховке имеет статус архитектуры памятника федерального значения.

## История
Возведение плотины датируют 1824 годом. Автор проекта не установлен.
Плотина возводилась как водоподпорная для образования Ольховского пруда и регулирования уровня воды в нём. Ниже плотины был перекинут деревянный мост, по которому проходила дорога, ведшая от Верх-Исетского завода до Генеральской дачи и до Екатеринбурга.
Подпорная стенка нижнего бьефа плотины в стиле классицизма оформляла парадный въезд на территорию ансамбля Генеральской дачи до его разрушения в первой четверти XX века. С первой половины XX века и по настоящее время выполняет функцию пешеходного и автомобильного моста (по дамбе плотины проходит улица Колмогорова).
В 1950-х годах был проведен ремонт плотины. В 1991 году был реконструирован бетонный прорез плотины.
Плотина расположена в Железнодорожном районе Екатеринбурга, по улице Колмогорова, рядом с кампусом Уральского государственного университета путей сообщения. Гидротехническое сооружение, выполняющее водоподпорную функцию с момента возведения по настоящее время, было отреставрировано в 2023 году.

## Описание
Плотина пересекает русло реки с юго-востока на северо-запад. В плане гидротехническое сооружение имеет прямоугольное очертание. Длина объекта — около 60 м, высота — примерно 6,5 м. Конструктивно гидротехническое сооружение представляет собой земляную дамбу (насыпь), прорезанную по центру для устройства водоспуска. По способу пропуска воды плотина — водосбросная. Откос плотины со стороны нижнего бьефа укреплён каменной подпорной стенкой с контрфорсами. По типу восприятия нагрузок плотина — контрфорсная.
Откос нижнего бьефа плотины архитектурно оформлен. Фасадная схема — семичастная. Плотина имеет семь пролетов: центральный — прорез и шесть глухих арочных ниш. Прорез выполняет роль водосброса и ранее (в XIX веке) был перекрыт плоским деревянным «балочным мостом» с ограждениями. Арки разделены трапециевидными контрфорсами. К подпорной стене пристроены массивные двухколонные портики дорического ордера. Портики обрамляют контрфорсы и связаны с
подпорной стенкой пьедесталами и архитравными балками.
Подпорная стенка плотины выполнена из грубо отесанных гранитных блоков, красного кирпича с использованием железных кованых полос, штырей и петель-анкеров. Кладка выполнена с использованием раствора и на сухую.

## Галерея

Подпорная стенка плотины в 2017 году
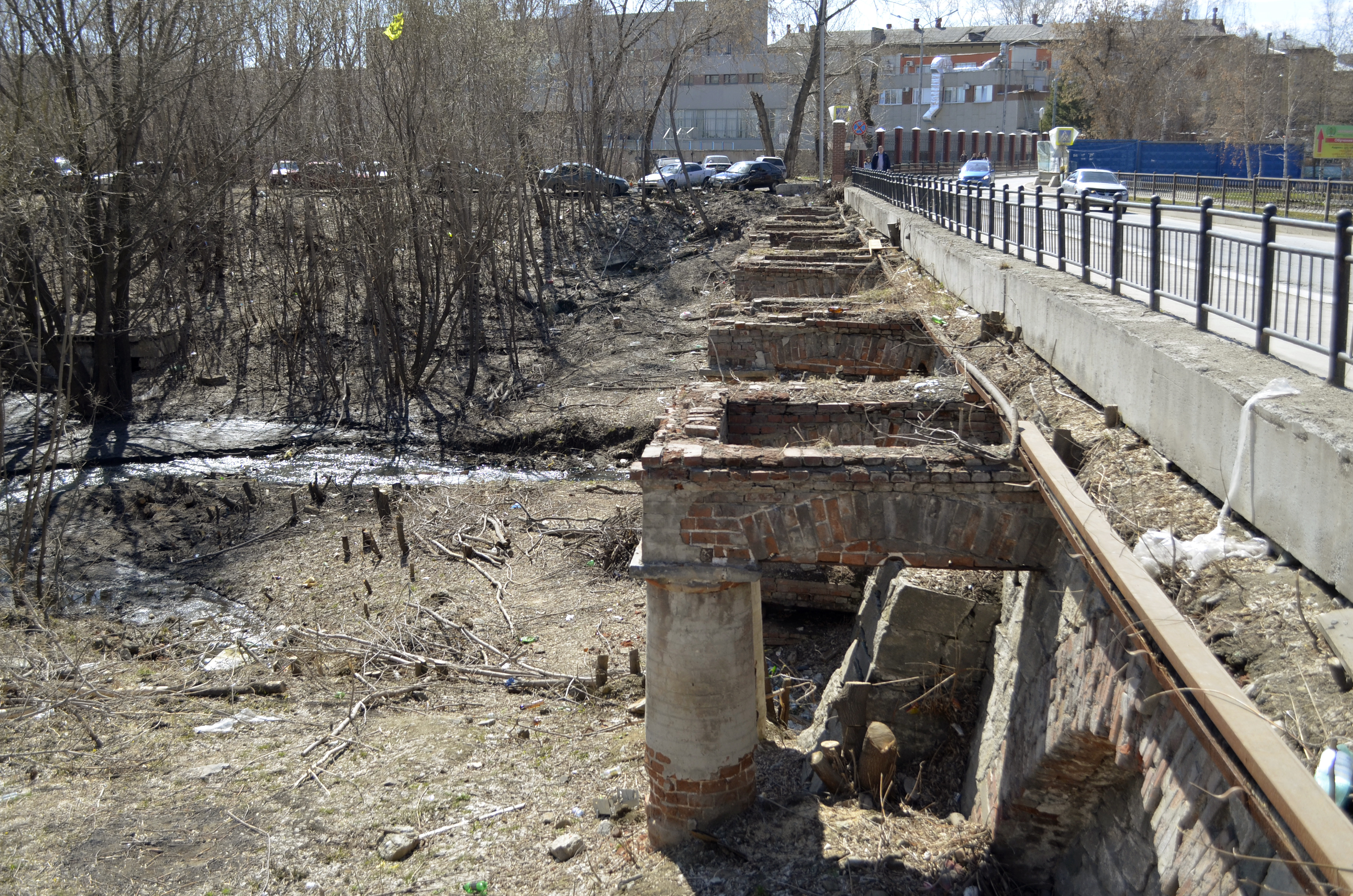
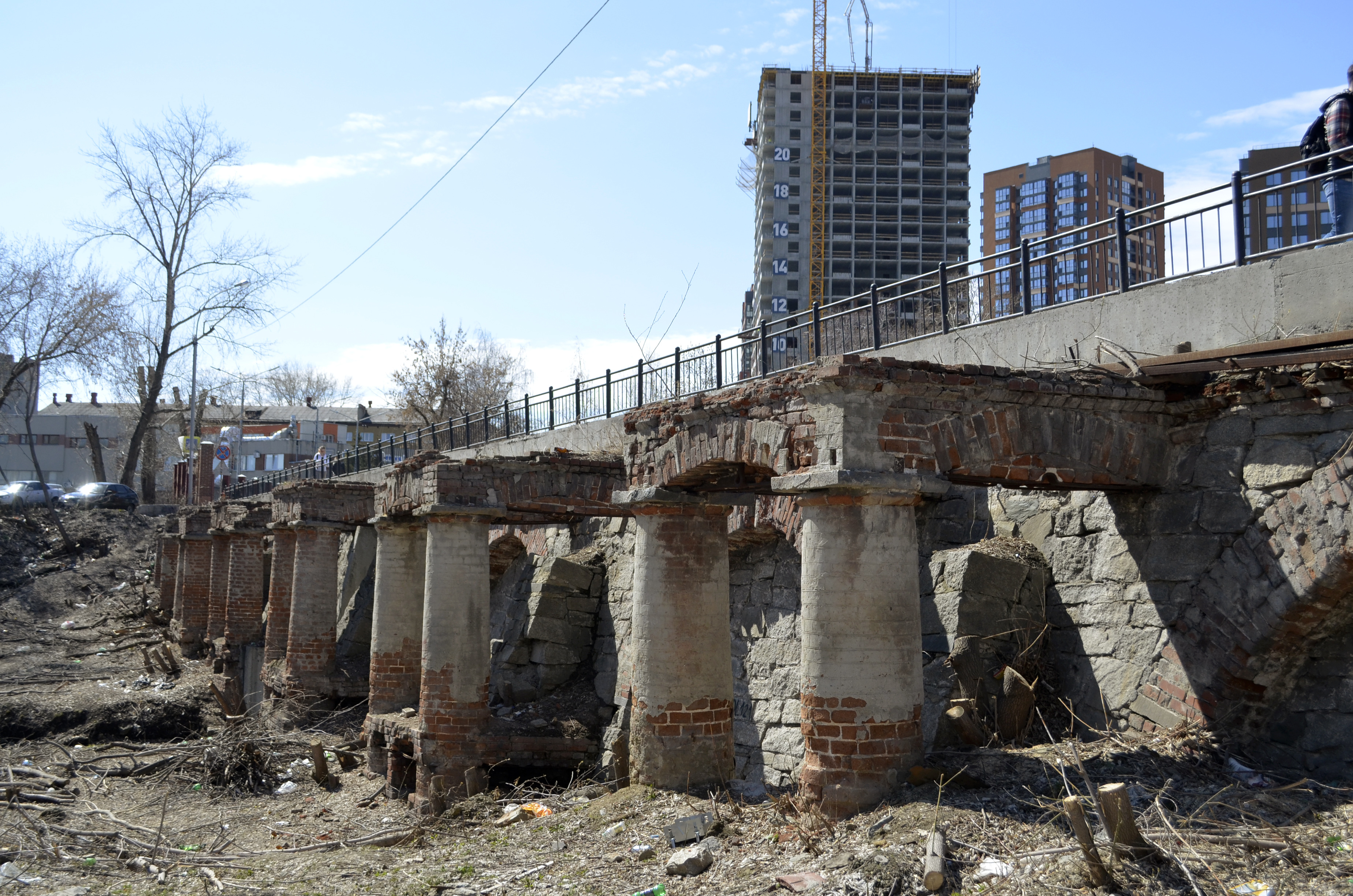
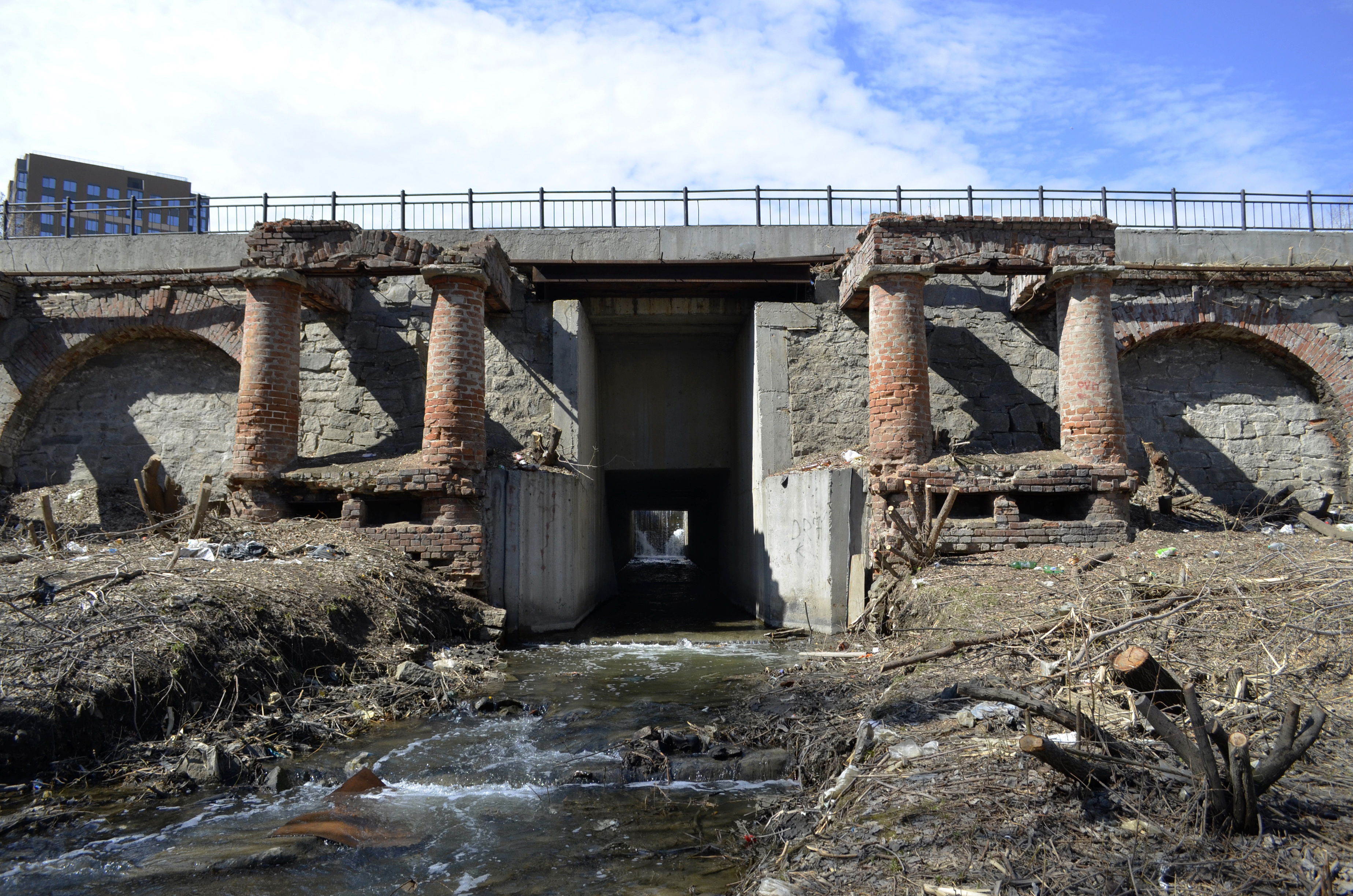
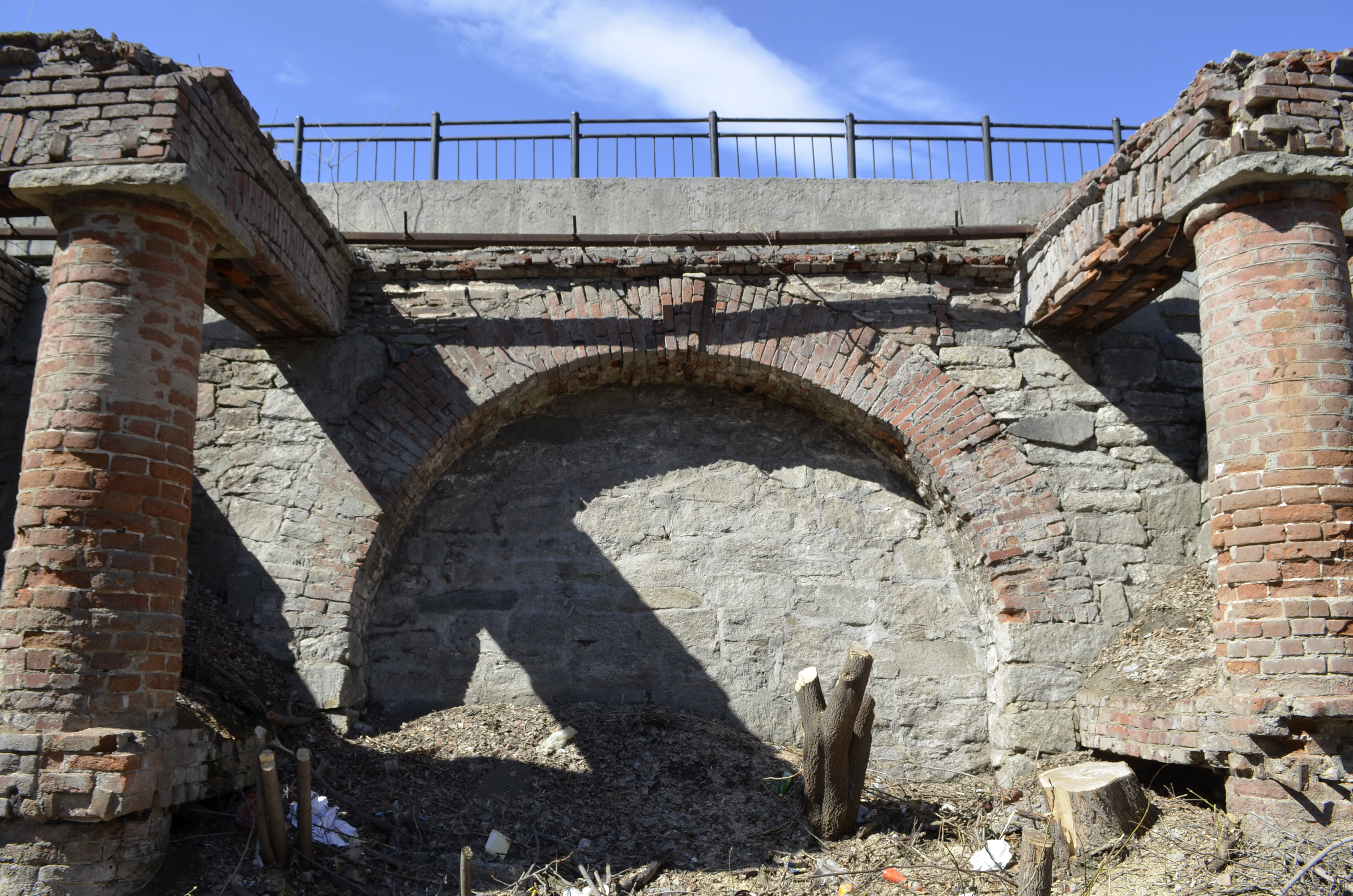
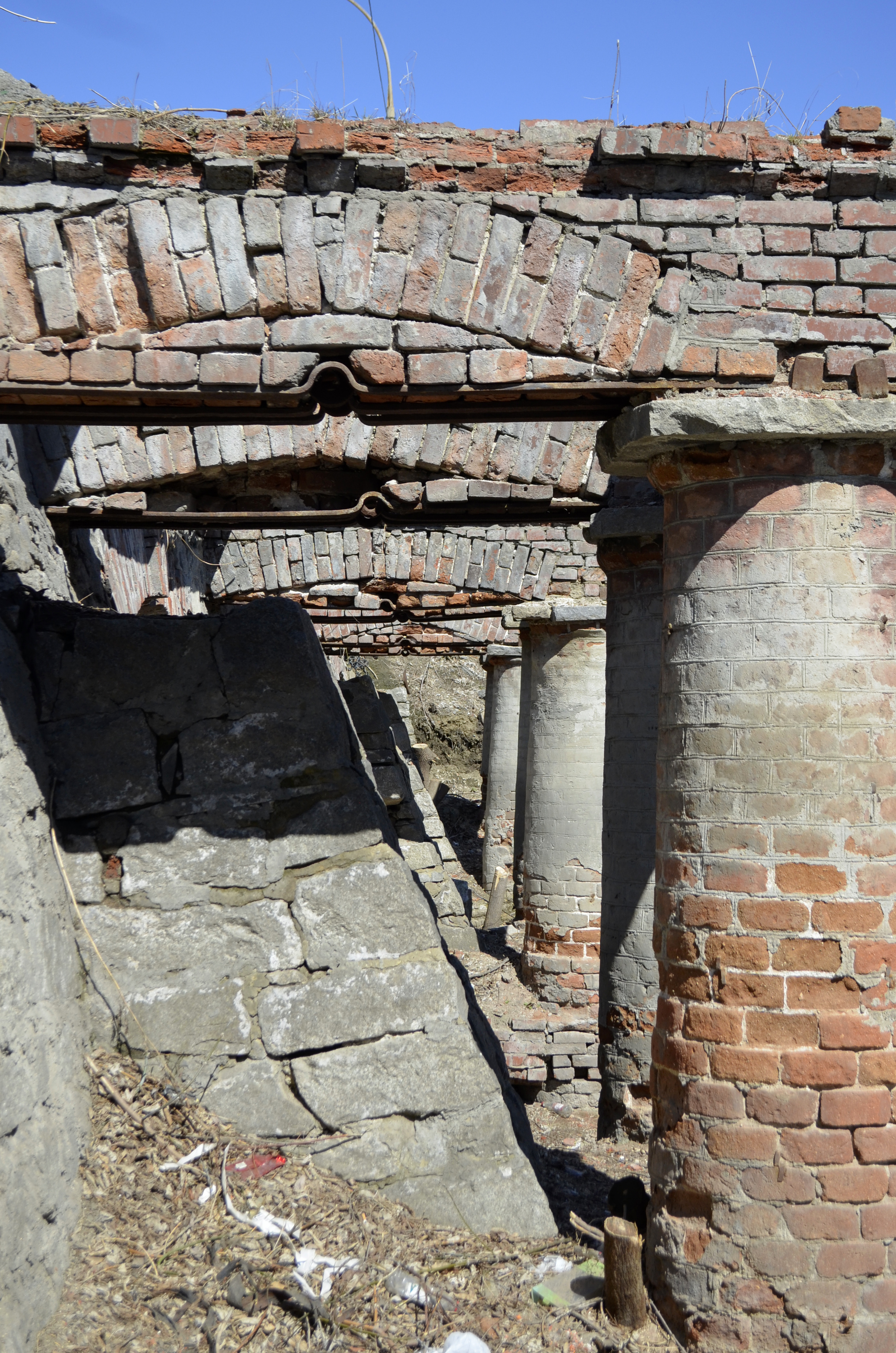

Подпорная стенка плотины в 2023 году
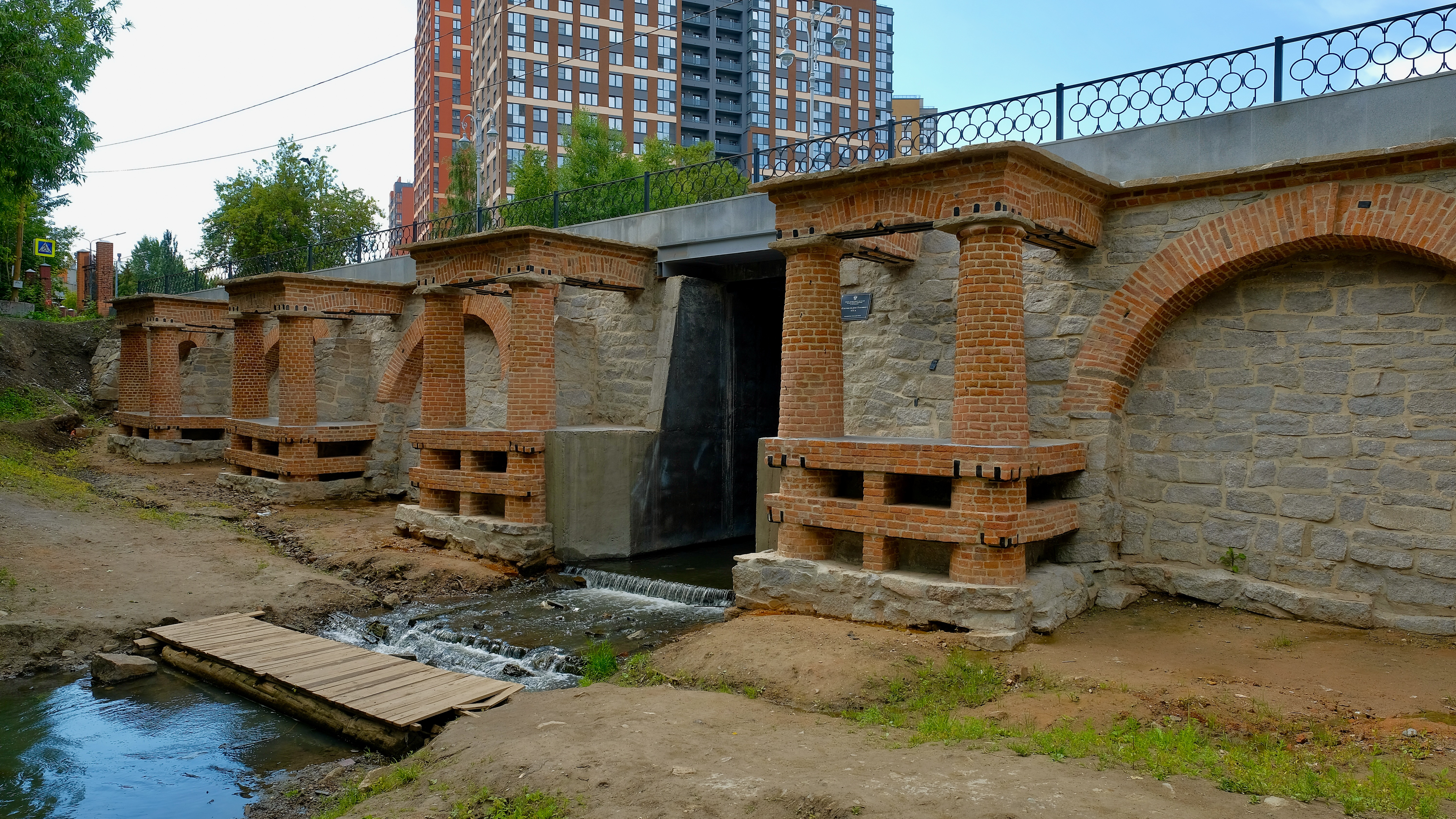
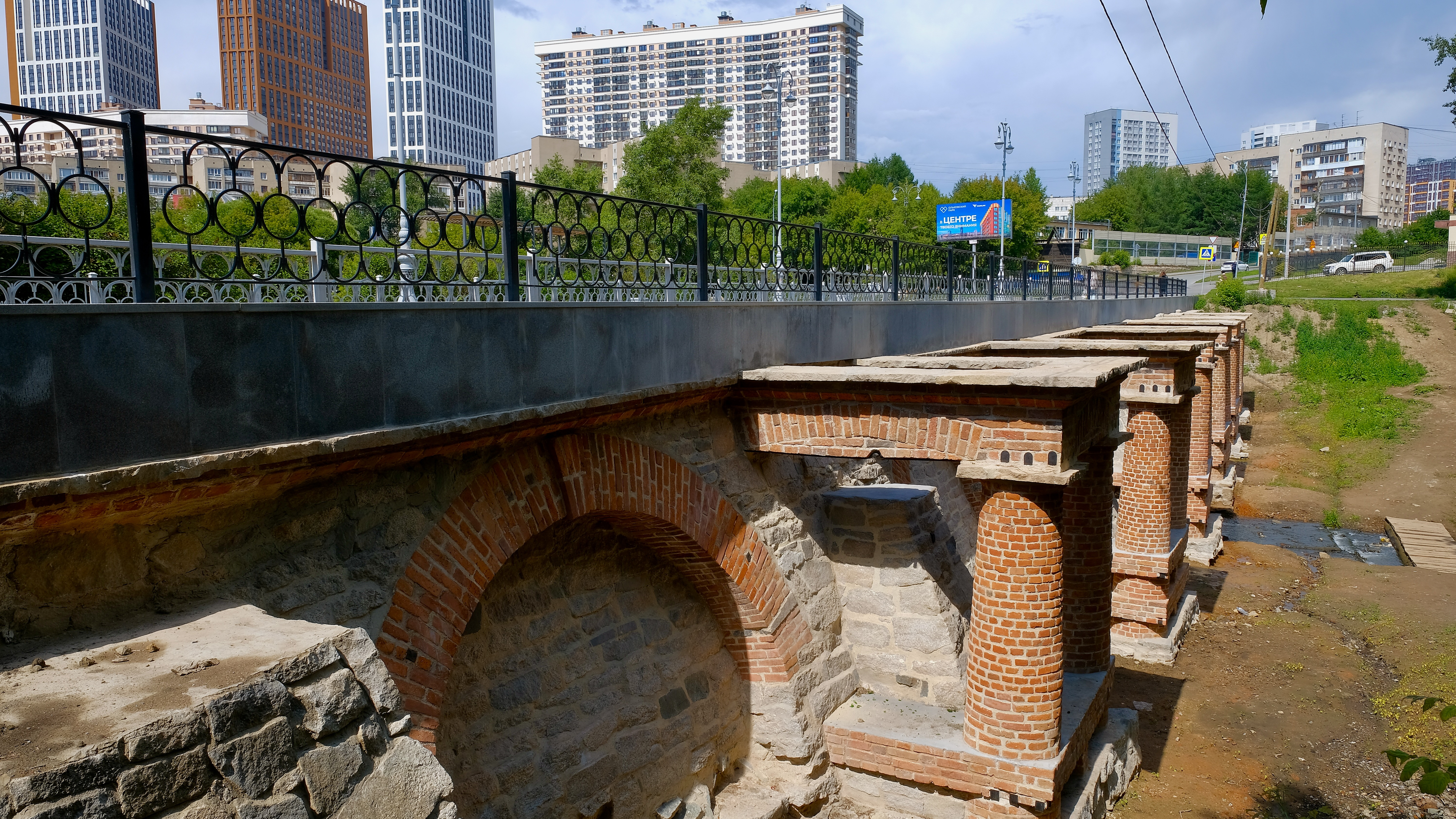
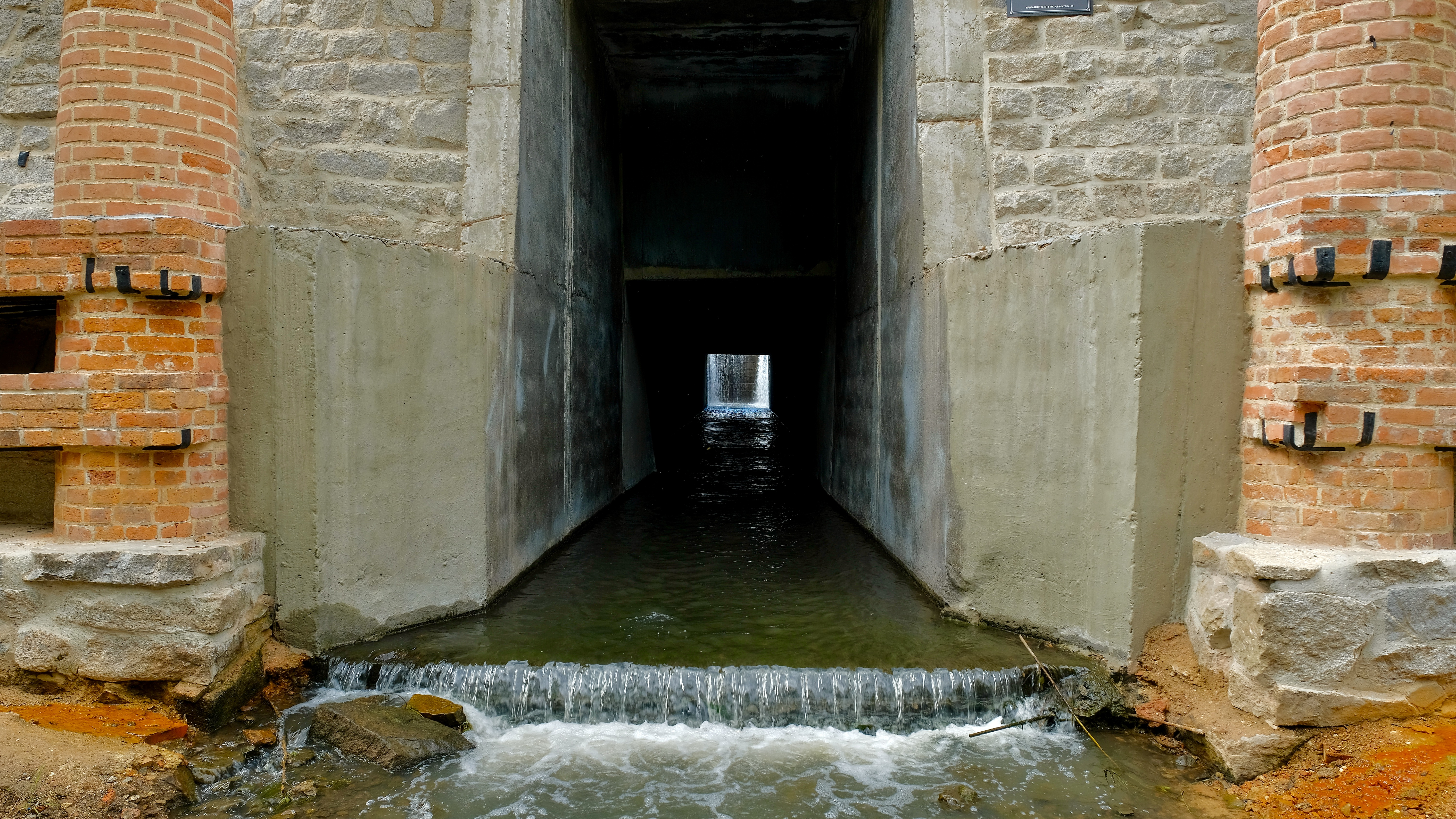